# فرانسیسکو سانچز (شناگر)
فرانسیسکو سانچز (به انگلیسی: Francisco Sánchez) (زادهٔ ۶ سپتامبر ۱۹۷۶) شناگر اهل ونزوئلا است.